# Acropteris convexaria
Acropteris convexaria är en fjärilsart som beskrevs av Walker. Acropteris convexaria ingår i släktet Acropteris och familjen Uraniidae. Inga underarter finns listade i Catalogue of Life.